# Nielsen Broadcast Data Systems
Nielsen Broadcast Data Systems được biết đến nhiều hơn với cái tên BDS, là một dịch vụ theo dõi giám sát đài phát thanh, truyền hình và tần sóng internet của các bài hát dựa trên số lượng quay và nhận diện. Những dịch vụ này là một công ty con của ACNielsen cung cấp cơ sở cho Nielsen Media công bố bảng xếp hạng Billboard tại Hoa Kỳ, trong khi ở Canada, BDS sẽ giúp xác định hai bảng xếp hạng là Canadian BDS Airplay Chart và Canadian Hot 100, được xuất bản bởi Jam! và trong trang web Canadian Music Network nhằm giúp xác định tần số phát sóng của đài phát thanh âm nhạc và xác định sự di chuyển vị trí xếp hạng trên bảng xếp hạng Billboard Hot 100 đồng thời kết hợp với lượng tiêu thụ sản phẩm từ Nielsen SoundScan. Từ tháng 8 năm 2006 cho đến lần công bố cuối cùng vào tháng 6 năm 2009, BDS cũng cung cấp dữ liệu biểu đồ bảng xếp hạng cho tạp chí R&R sau khi Nielsen có sự trao đổi tính thương mại. Đến ngày 10 tháng 9 năm 2009, trang web Radio-Info quyết định tạo mối quan hệ đối tác với Nielsen BDS để cung cấp các bảng xếp hạng tần sóng phát thanh và dữ liệu liên quan đến hơn 20 định dạng.
Sử dụng một bằng sáng chế công nghệ nhận dạng kỹ thuật số mô hình, Nielsen BDS đã quản lý được hơn 100 triệu điểm nhận diện bài hát hàng năm tại hơn 1.600 đài phát thanh nằm trong 140 thị trường âm nhạc Mỹ (bao gồm cả Puerto Rico) và 30 thị trường Canada. Nielsen BDS cũng sử dụng một số dịch vụ để theo dõi giám sát tại đài phát thanh tần sóng vệ tinh (Sirius XM), dịch vụ internet (giống như Yahoo!, AOL) và mạng lưới âm thanh (như Dial Global, Music Choice và Radio Disney), cũng như trên truyền hình (12 kênh video âm nhạc Mỹ và 9 kênh video Canada).
Kể từ khi ra mắt vào năm 1992, BDS đã đặt nền móng trở thành tiêu chuẩn cho ngành công nghiệp phát thanh và âm nhạc về tính chính xác trong nhận diện, theo dõi và giám sát các ca khúc, do đó loại trừ được việc sử dụng bảng báo cáo để trao đổi và các nhãn hiệu thu âm khi nói đến việc thêm và kiểm tra bài hát. Một phương pháp cũng đã giúp những ca khúc chỉ nhận được tần số phát sóng (bài hát không được phát hành như một đĩa đơn) trở thành hit lớn, đặc biệt là trong bảng xếp hạng Billboard Hot 100, nơi một số bản nhạc chỉ có đài phát thanh đã đạt đến vị trí hàng đầu.